# Genoni
Genoni (Jeroi o Geroni in sardo) è un comune italiano di 729 abitanti della città metropolitana di Cagliari, nella subregione del Sarcidano. Il paese è dominato dal piccolo pianoro del colle di Santu Antine che si eleva sino all'altitudine di 590 metri. Sul territorio comunale sono presenti numerosi elementi d'interesse dal punto di vista naturalistico, paesaggistico e archeologico.

## Geografia fisica

### Territorio
Genoni è situata nei pressi dell'altopiano della Giara di Gesturi: 1.700 dei 4.200 ettari dell'altopiano, infatti, ricadono nei suoi confini comunali. L'altopiano, di origine vulcanica, ha un'elevata valenza naturalistica e nel 1995 è stata proposta come Sito di Importanza Comunitaria. L'origine dell'altopiano risale al Miocene, quando l'area era ancora ricoperta dal mare. Il territorio della Giara è caratterizzato dalla presenza di nuraghi, da una flora peculiare, adattatasi all'altitudine (con sottospecie endemiche di quercia da sughero, leccio, roverella, cisto, corbezzolo, mirto), da laghetti naturali e stagionali di raccolta dell'acqua piovana chiamati paulis, ma soprattutto dal cavallino della Giara, equide di dimensioni ridotte, introdotto nell'isola dai Fenici e rinselvatichitosi nell'habitat dell'altipiano. Oggi sull'altopiano si contano oltre seicento esemplari; Genoni ospita in località Impera Lavra un centro di custodia curato da personale dell'Istituto di Incremento Ippico della Regione Sardegna.

## Origini del nome
Il toponimo, che nella dizione locale si presenta come “Geròni”, è di probabile origine prelatina, derivante dallo strato linguistico protosardo. Attestato dal Medioevo, attraverso le forme Gennane, Genatas e Genadas, è, secondo alcuni studiosi, derivato dalla dea Giunone alla quale sembra fosse dedicato un tempio di epoca Romana costruito sulla sommità del colle di Santu Antine: (Templum) Iunonis.

## Storia

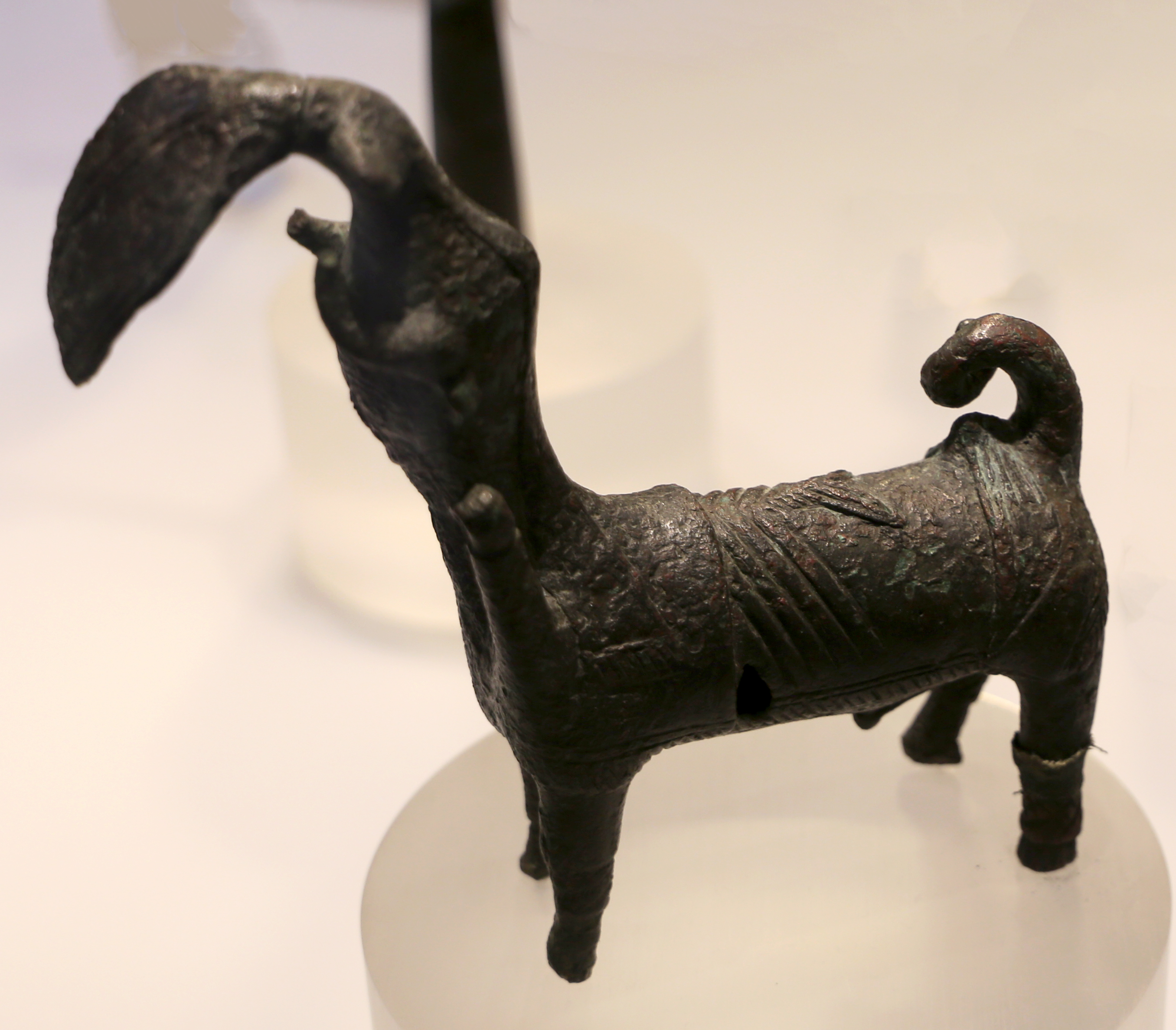
Bronzetto nuragico di demone metà umano e metà animale (centauro)

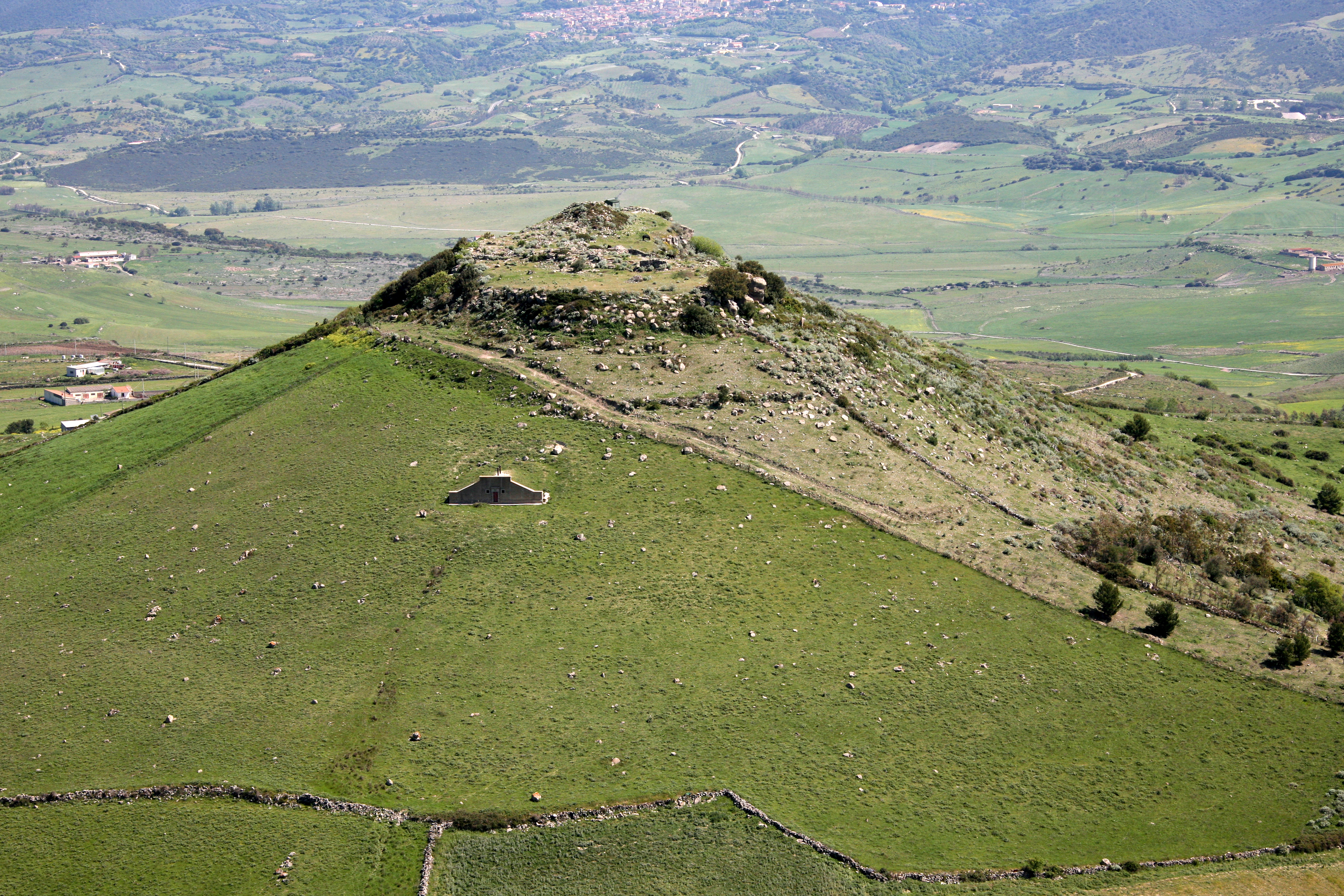
Vista aerea del Colle di Santu Antine

L'origine antichissima del paese è attestata dalle numerosi siti archeologici presenti nel territorio.
In epoca preistorica la presenza antropica è rilevate nei siti di Is Piuncheddas e Is Piuncas Mannas ma è nel periodo nuragico che il territorio risulta massicciamente antropizzato. Nella cartina di densità dei nuraghi, realizzata dal prof. Giovanni Lilliu, Genoni rientra fra le zone con densità superiore a 0,60 nuraghi per km², molti dei quali sono tuttora visitabili. Infatti, sono tuttora integri il nuraghe di Birìu e quello di Santu Perdu, mentre sparsi nelle campagne del paese, si possono notare i ruderi di Perdaligeri, Larunza, Duìdduru, Sussùni, Cijus, Bau-e-peddi, Monticordèris, Corrazzu, Scalamanna, Margini, Lorìas, Coccolò, Addòri, norache Longu, Tresbìas, Corongìu, Santamaria, Giàru e i quattro detti Gurdilonis.
La posizione sopraelevata del colle di Santu Antine, su cui è adagiato il centro urbano di Genoni, ha sicuramente invitato le popolazioni, sin dai tempi più remoti, a stabilirsi in quest'area. Infatti, numerosi reperti punici, romani e molto probabilmente anche vandali testimoniano che queste popolazioni scelsero di abitare sia la Giara sia il colle di Santu Antine.
Sempre sulla sommità del colle di Santu Antine da segnalare le mura di una fortezza punica, le rovine di una chiesa romanica dedicata a Sant'Elena e San Costantino Magno e un pozzo costruito in età nuragica profondo 39 metri (il più profondo in Sardegna) all'interno del quale sono stati rinvenuti in stratigrafia interessanti reperti tra i quali un raro esemplare di argano meccanico per il sollevamento dell'acqua risalente alla dominazione romana.
Ancora i villaggi nuragici di Santu Pedru, Mammuzzola e sulla Giara di Genoni i siti di Bruncu Suergiu e il pozzo sacro di Sa Corona Arrubia confermano la forte presenza antropica sin dalle epoche più remote anche se il paese non ha mai raggiunto grosse dimensioni, probabilmente a causa della posizione defilata rispetto alle vie principali.

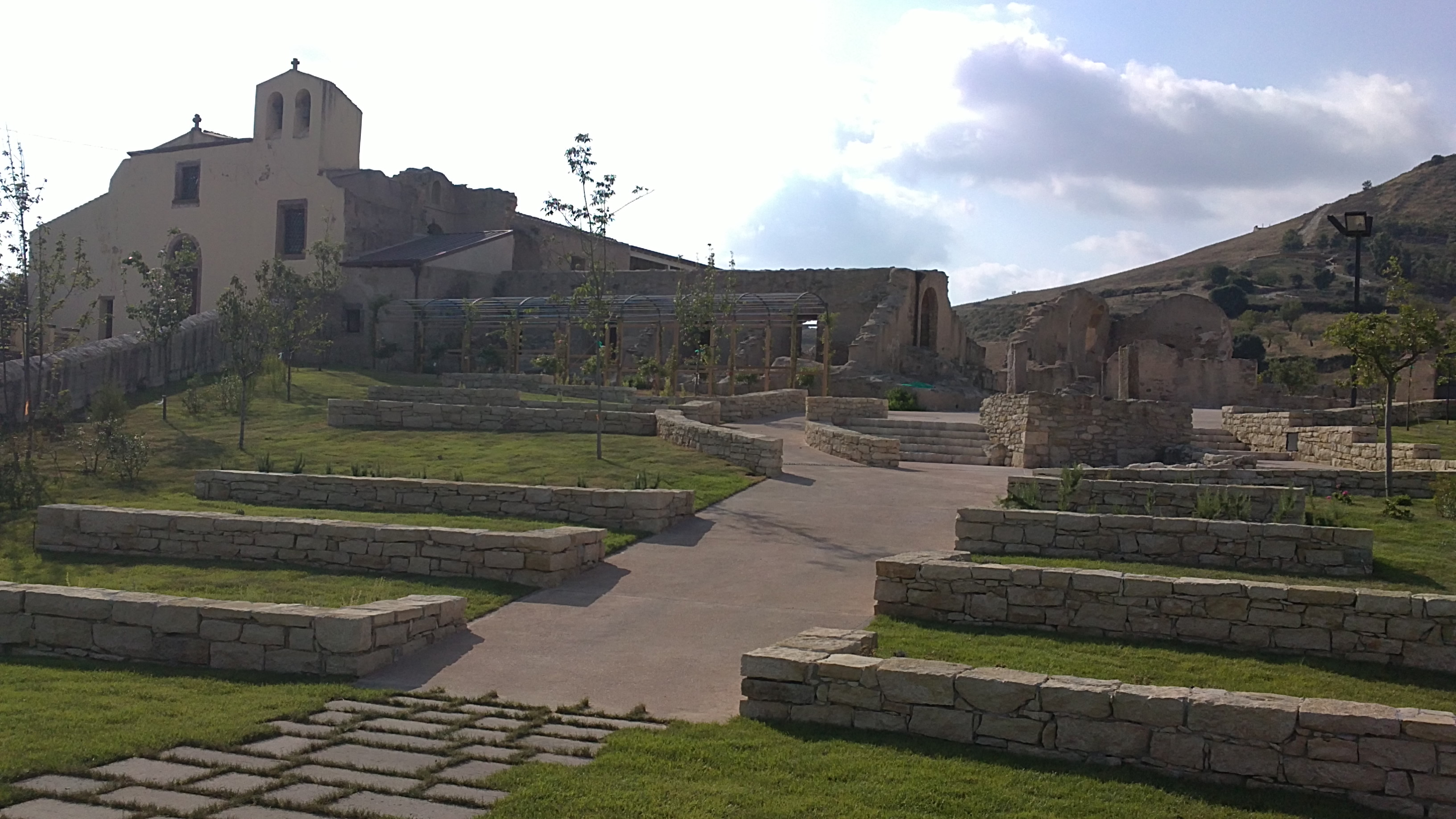
Giardino dell'ex convento

Durante il Medioevo appartenne al giudicato di Arborea e fece parte della curatoria di Parte Valenza. Alla sconfitta dell'Arborea per opera degli Aragonesi nella battaglia di Sanluri (1409) il paese passò al Regno di Sardegna e nel 1436 venne incorporato nella viscontea di Sanluri, data in feudo dal re di Aragona Alfonso V il Magnanimo a Giovanni De Sena. Passò più tardi a Enrico d'Enriquez, zio del re d'Aragona Ferdinando II, e successivamente al marchesato di Laconi, di cui furono signori prima i Castelvì e poi gli Aymerich. Venne riscattato a questi ultimi nel 1839 con la soppressione del sistema feudale.
Ai sensi della Legge Regionale n. 9 del 12 luglio 2001, che ha previsto l'istituzione delle nuove province sarde, il comune di Genoni, che era in provincia di Nuoro, avrebbe dovuto essere aggregato alla neonata provincia del Medio Campidano; con successiva Legge Regionale n. 10 del 13 ottobre 2003 si stabilì invece che passasse a quella di Oristano, di cui fece parte fino alla successiva riforma del 2016.

### Simboli
Lo stemma e il gonfalone sono stati concessi con DPR dell'11 giugno 1997.
Il gonfalone è un drappo di bianco.

## Monumenti e luoghi d'interesse

### Il Geopaleosito e il Paleo Archeo Centro

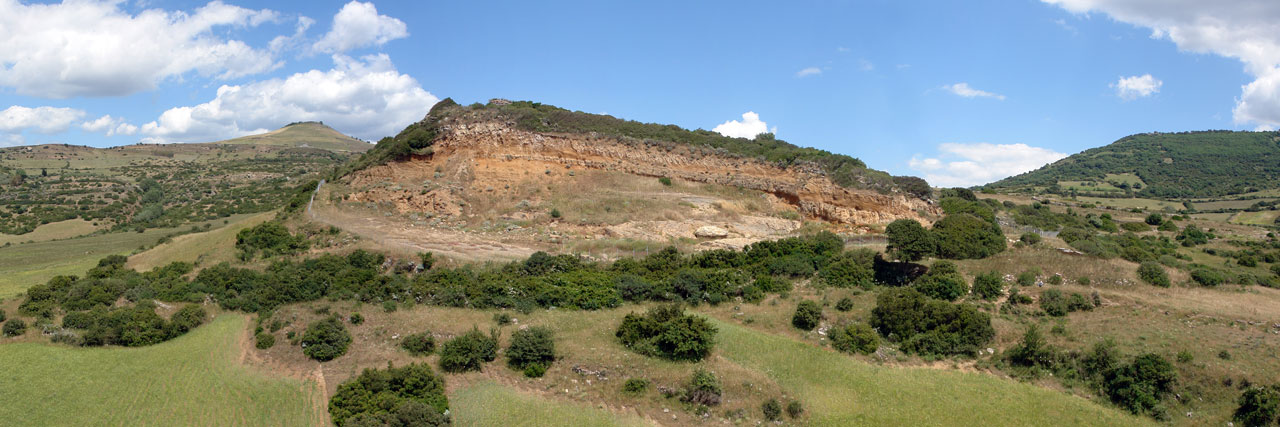
Il geopaleosito di Genoni

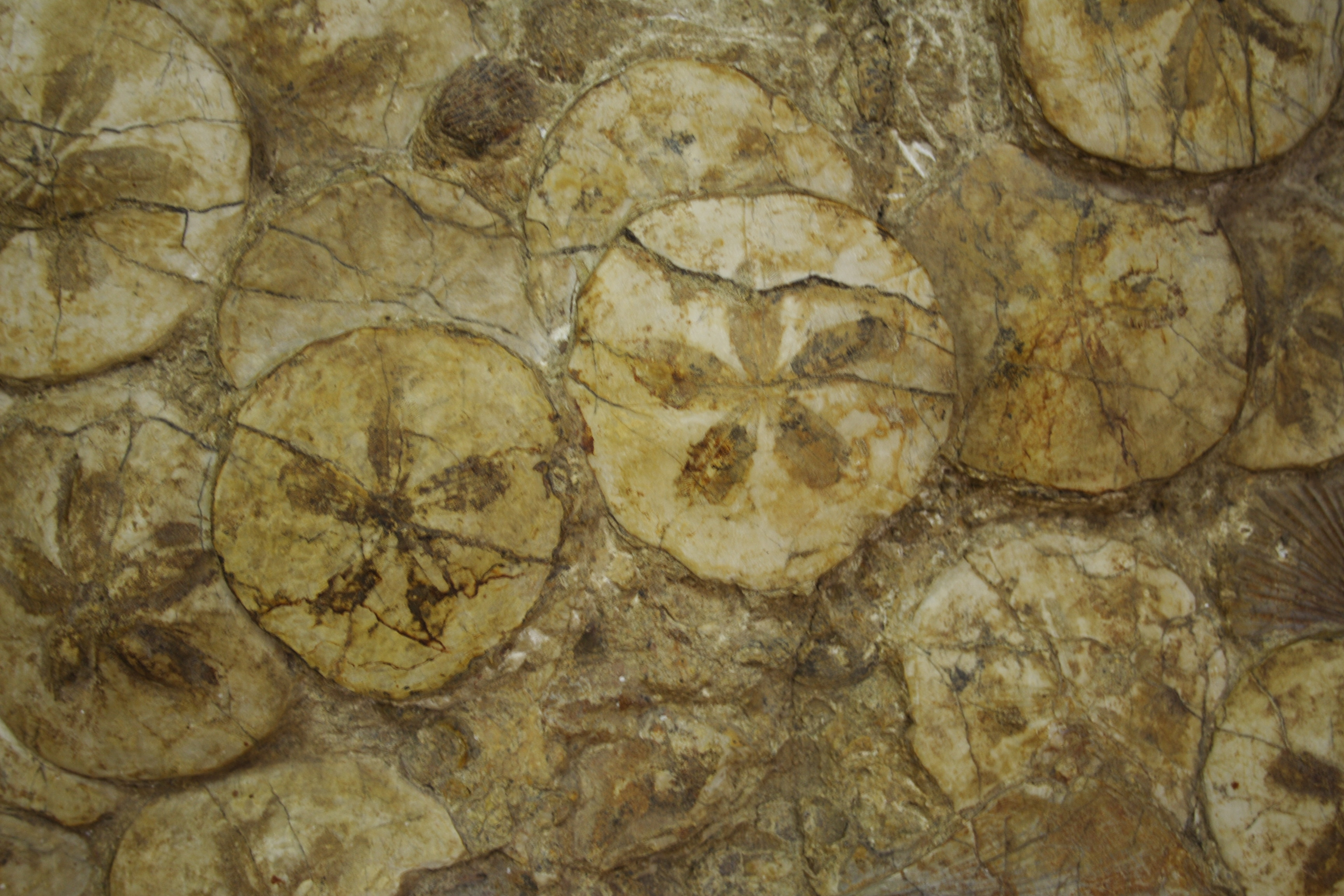
Banco di fossili conservato nel geopaleosito

In località Duidduru sono stati rinvenuti fossili e formazioni geologiche risalenti al primo ciclo sedimentario del Miocene, quando la zona era occupata da dei fondali marini di scarsa profondità in un clima tropicale. Il sito è stato aperto al pubblico come Geopaleosito e organizzato per le visite; questo è l'unico sito geopaleontologico visitabile della Sardegna e uno dei pochi esistenti in Italia. I fossili e i ritrovamenti più importanti sono stati estratti ed esposti nel Paleo Archeo Centro, situato ai piedi del colle di Santu Antine. Nel Centro si affiancano all'esposizione dei reperti paleontologici l'esposizione dei reperti neolitici e di epoca romana rinvenuti nella zona del pozzo sacro nuragico di Santu Antine.

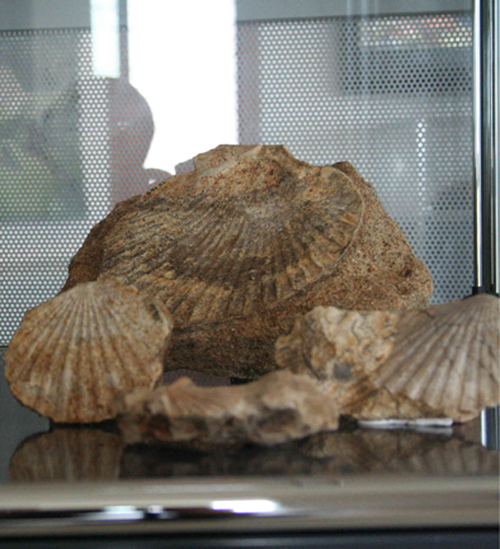
Fossili conservati nel Paleo archeo centro

Di particolare rilevanza la presenza nel centro urbano dei ruderi dell'ex convento dei frati minori osservanti edificato e dedicato nel 1638 a san Sebastiano. La chiesa, conservata nel tempo e restaurata è oggi dedicata alla Madonna del Sacro Cuore.

## Società

### Evoluzione demografica
Abitanti censiti

Nel comune di Genoni alla data del 31 dicembre 2011 risultano residenti 903 abitanti di cui 427 maschi e 476 femmine con un'età media di 48,8 anni. Di questi il 30,8% ha un'età anagrafica superiore ai 65 anni, il 58,8 un'età compresa tra i 15 e i 64 anni e il 10,4 un'età compresa tra 0 e 14 anni. L'apice della popolazione residente si è avuta nel 1951 con 1 536 abitanti che sono andati progressivamente a decrescere con una riduzione di oltre cento abitanti ogni dieci anni. A conferma di ciò si consideri che nel 1991 contava 1 103 abitanti, nel 2001 contava 1 006 abitanti e nel 2011 risultano residenti 903 abitanti. L'indice di vecchiaia nel 2011 attesta la presenza di 295,7 anziani ogni 100 giovani.

## Tradizioni e folclore
Genoni, analogamente a quanto avviene in gran parte dei comuni rurali della Sardegna, conserva ancora alcune manifestazioni caratteristiche della sua civiltà popolare. Difatti, il patrimonio di tradizioni popolari delle feste paesane, per lo più di matrice religiosa, è uno dei momenti più importanti di aggregazione sociale in grado di esercitare tuttora un forte fascino. La festa della patrona santa Barbara si festeggia il 4 dicembre e ha prevalentemente un carattere religioso. A maggio si festeggiano sant'Isidoro (14-15 maggio) e la Madonna del Sacro Cuore (30-31 maggio). La prima è la festa degli agricoltori, difatti durante la processione la statua del Santo è accompagnata da carri, trattori e cavalli infiorati e addobbati. La seconda è caratterizzata da una festosa processione che si svolge per le vie del paese ricoperte di petali di rose e altri tipi di fiori, con la statua della Vergine Maria generalmente accompagnata da un gruppo folk che indossa i suoi preziosi abiti tradizionali. Ma la festa più attesa e più sentita religiosamente è quella in onore dei santi Costantino ed Elena che si svolge ad agosto (4-5-6 agosto) nel corso della quale si celebra un'importante processione religiosa alla quale partecipano tutti gli anni oltre cento cavalieri. Genoni è anche un importante centro religioso poiché ospita la casa Madre della congregazione delle Figlie di San Giuseppe di Genoni fondata dal Venerabile Padre Felice Prinetti.

### Lingue e dialetti
La variante del sardo parlata a Genoni è il campidanese occidentale.

## Cultura

### Musei

#### Il museo del Cavallino della Giara

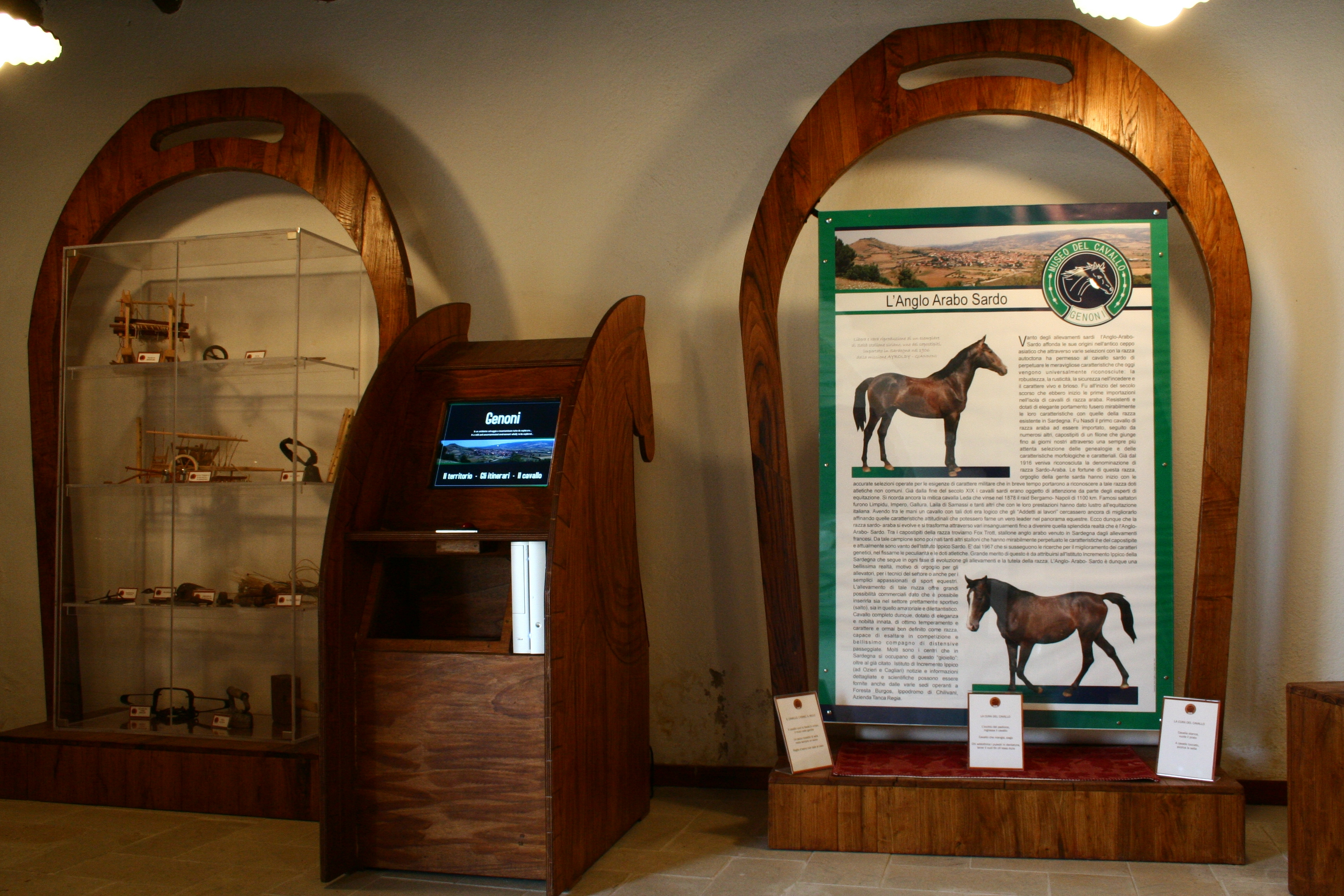
Museo del cavallino della Giara

Il Civico Museo del Cavallino della Giara è stato allestito all'interno di una casa tipica campidanese fedelmente restaurata e si evidenzia soprattutto da un punto di vista etnografico come un polo di conservazione della memoria delle tradizioni storiche e culturali. Infatti, grazie alla generosità dei genonesi il museo è stato allestito con attrezzi tipici del lavoro contadino e degli strumenti di lavoro legati al cavallo. All'interno del museo è custodita una raccolta digitale di foto storiche e una libreria.